# WOWOW
WOWOW株式会社（日語：株式会社WOWOW），原名日本卫星放送株式会社是一家以日本为广播对象地区的卫星基干广播事业者。它是日本第一家付费商业卫星电视台。截至2014年4月，WOWOW株式会社是富士媒体控股株式会社（富士电视台的控股公司）和TBS控股株式会社（TBS电视台的控股公司）的权益法子公司。

## 公司概要
最初的时候，WOWOW和日本广播协会分别拥有不同的广播卫星进行节目广播。自2007年11月以后，WOWOW转由广播卫星系统株式会社所拥有的广播卫星及JSAT株式会社（现名：SKY Perfect JSAT株式会社）所拥有的通讯卫星分别向观众广播节目；因此WOWOW成为一家委托广播及利用电信设备服务广播电视（利用卫星服务广播）机构。由于2011年6月日本政府对《广播法》进行了修订，前者转为卫星基干广播，而后者则转为卫星一般广播。与那些拥有核心台的地面电视公司所下属的卫星电视台不同，WOWOW提供的卫星电视服务是需要收费的。因此，WOWOW各频道所播放的节目中除了西班牙足球甲级联赛、欧洲足球锦标赛和由日本广播联合体制作的国际足联世界杯，以及《Quest〜探索者们〜》（限主频道）与后面提到的不加扰（免费）广播之外，其余节目是没有商业广告的。
WOWOW的名字来自英语中表示惊喜的单词，因此WOWOW有双重惊喜的含义。而三个又代表了“（全球观察）”的含义。

## 相关词条
| - WOWOW节目列表 - 剧集W - 午夜☆剧场 - WOWOW影业 | - WOWOW海外引进剧列表 - WOWOW动画 - CS-WOWOW - AZ Station |